# Pulverfass Cabaret

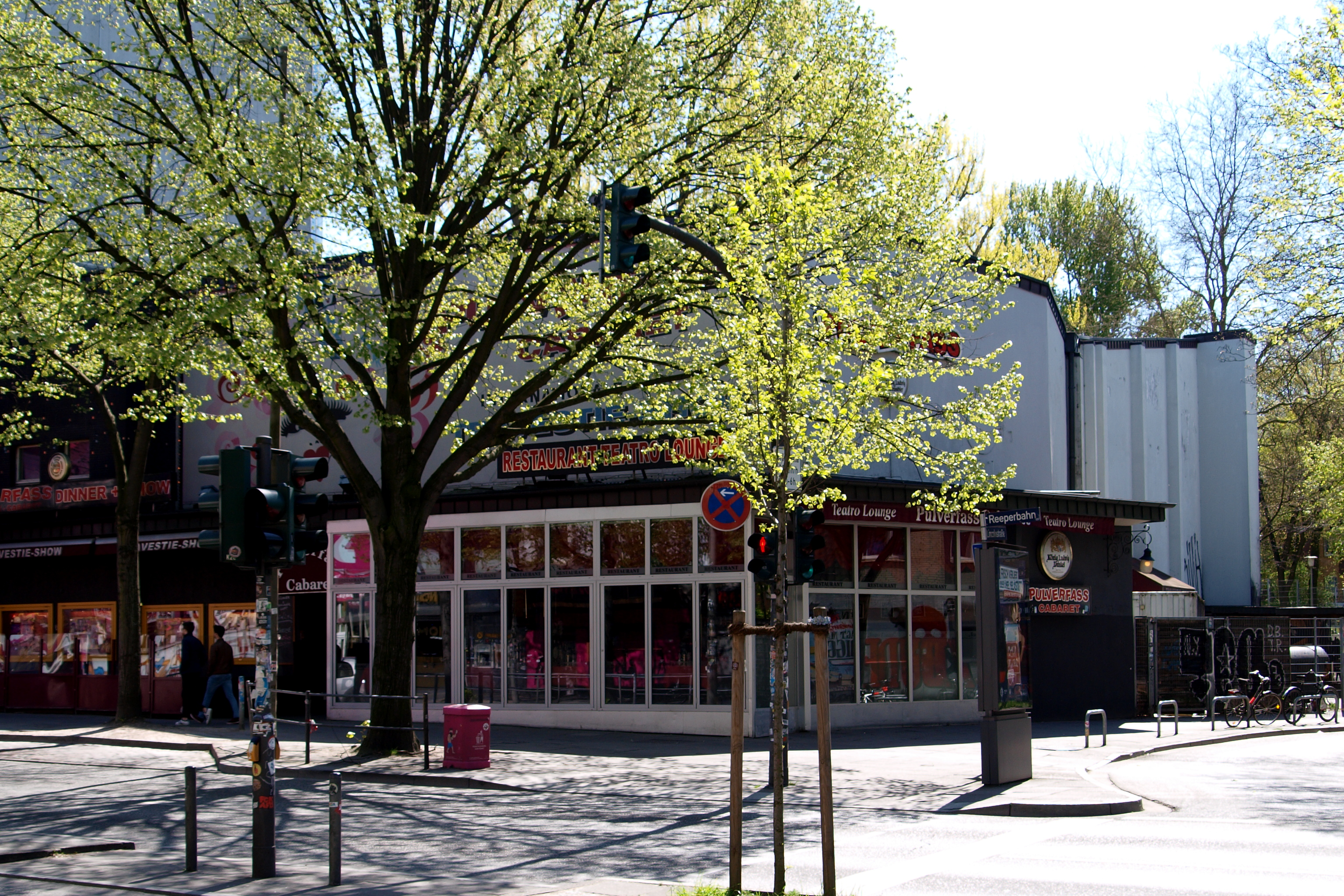
Pulverfass Cabaret an der Reeperbahn

Das Pulverfass Cabaret ist ein Travestietheater in Hamburg. Es wird seit 2021 von Maximilian Protsch geleitet. Es hat eine Kapazität von rund 200 Plätzen.
Das Theater wurde 1973 zunächst als Disko mit Gogo-Tänzern und Travestie von dem Einzelhandelskaufmann Heinz-Diego Leers (1944–2023) im Stadtteil Hamburg-St. Georg eröffnet. Bereits der Vater von Leers hatte im Haus ein gleichnamiges Striptease-Lokal betrieben. Der Name leitete sich von der Straße Pulverteich ab, an der das Gebäude lag. Am 25. Oktober 2001 zog das Theater an die Reeperbahn in Hamburg-St. Pauli in das frühere Oase-Kino um.
Das Pulverfass gilt als eines der größten Travestietheater Europas. Es bietet ein monatlich wechselndes Showprogramm mit täglich zwei Shows unter der Woche und drei Shows am Wochenende an. Gezeigt wird Travestie mit eigenem Programm: Imitatoren bekannter Stars, Comedy, Striptease und auch eine Men-Strip-Show. Travestiekünstler wie Olivia Jones, die beim Nachwuchswettbewerb gewann, und das Duo Mary & Gordy traten dort auf, ehe sie bekannt wurden. Seit Januar 2022 ist dort Burlesque-Star Eve Champagne als erste Cisgender Frau mit der Show Pulveresque zu sehen.
Das Publikum musste sich in der Vergangenheit darauf einstellen, dass manche Künstler zum Schluss ihrer Darbietung ihr Geschlechtsteil entblößten, um zu beweisen, dass sie wirklich als Männer geboren wurden. Seit dem Neustart 2021 findet dies nicht mehr statt. 
Im Foyer befindet sich ein Café.
Jährlich wurde, bis zur Übernahme im Jahr 2021, ein Nachwuchswettbewerb ausgerichtet.
Im Jahr 2021 verkaufte Gründer Heinz-Diego Leers das Theater an den Psychologen und Personalvermittler Maximilian Protsch und seinen Lebenspartner, Steuerberater Hendrik Kupfernagel. Protsch übernahm die Theaterleitung, Christian Schäfer wurde als Kreativdirektor für die Gestaltung der Pulverfass-Revuen verpflichtet. Auch der langjährige Geschäftsleiter Vassilios Avgouleas verließ mit dem Leitungswechsel das Haus. Die Spielpause während der Corona-Lockdowns nutzte Protsch für Renovierungen im Theater. Im Mai 2023 sollte Musical-Produzent Thomas Birkhahn als geschäftsführender Gesellschafter zum Leitungsteam hinzukommen, die Zusammenarbeit kam jedoch nicht zustande.